# RusSki Gorki
Il RusSki Gorki (ufficialmente, in russo Комплекс для прыжков с трамплина Русские Горки?, Kompleks dlja pryžkov s tramplina Russkie Gorki, "Centro per il salto dei trampolini RusSki Gorki") è un trampolino situato a Soči, in Russia, in località Ėsto-Sadok nella stazione sciistica di Krasnaja Poljana.

## Storia

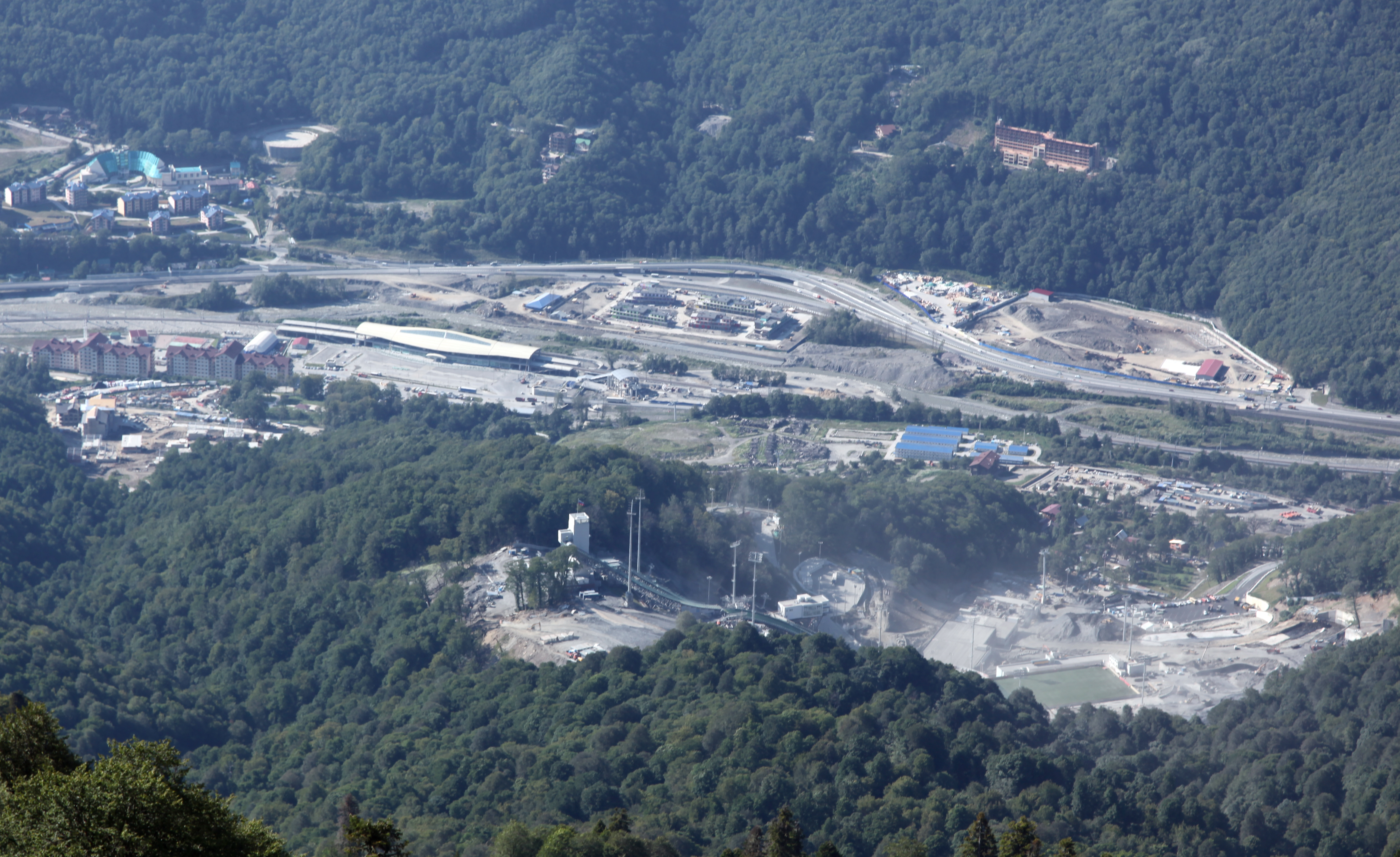
Il trampolino di Russki Gorki.

Aperto nel 2012 in previsione dei XXII Giochi olimpici invernali di Soči 2014, l'impianto ha ospitato le gare olimpiche di combinata nordica e di salto con gli sci. Si sono disputate alcune tappe della Coppa del Mondo di salto con gli sci e della Coppa del Mondo di combinata nordica a partire dal 2012.

## Caratteristiche
Il trampolino lungo ha il punto K a 125 m; il primato di distanza appartiene al tedesco Marinus Kraus (140 m nel 2014).
Il trampolino normale ha il punto K a 95 m; il primato di distanza appartiene al ceco Lukáš Hlava (108 m nel 2012) e quello femminile alla giapponese Sara Takanashi (106 m nel 2012).